# Ruan Combrinck
Pas d'image ? Cliquez ici

a Compétitions nationales et continentales officielles uniquement.

b Matchs officiels uniquement.
Dernière mise à jour le 6 janvier 2023.
Ruan Combrinck, né le 10 mai 1990 à Vryheid (Afrique du Sud), est un joueur de rugby à XV international sud-africain évoluant aux postes d'ailier, d'arrière ou de centre. Il mesure 1,83 m pour 97 kg.

## Carrière

### En club
Après avoir été formé à l'académie des Sharks, Ruan Combrinck commence sa carrière professionnelle en 2010 avec l'équipe de la Western Province en Vodacom Cup.
En manque de temps de jeu, il rejoint les Golden Lions en 2012 avec qui il évolue en Currie Cup.
La même année, il fait également ses débuts en Super Rugby avec la franchise des Lions. Il s'impose peu à peu comme un joueur cadre de la franchise grâce à ses qualités de vitesse et de puissance, ainsi que de jeu au pied.
Il rejoint en 2017 le club japonais des Kintetsu Liners qui évolue en Top League, tout en continuant à jouer avec les Lions en Super Rugby.
En 2019, il quitte les Lions et les Liners pour rejoindre le Stade français en Top 14, entraîné par Heyneke Meyer. Il ne joue que quatre rencontres lors de la saison, notamment à cause d'une blessure à l'épaule. Il dispute toutefois la première édition du Supersevens avec le club parisien. Au terme de cette première saison décevante, il est libéré de sa deuxième année de contrat et quitte le club.
Il passe ensuite une année loin des terrains à se consacrer sa ferme, avant de retrouver un contrat en 2021 avec la franchise des Bulls, et la province des Blue Bulls. Son retour est cependant de courte durée, puisqu'il ne joue qu'un match avec les Blue Bulls, puis un avec les Bulls en United Rugby Championship, avant de quitter le club,.

### En équipe nationale
Ruan Combrinck a été sélectionné pour la première fois avec les Springboks en juin 2016. Il obtient sa première cape internationale avec l'équipe d'Afrique du Sud le 18 juin 2016 à l’occasion d’un match contre l'équipe d'Irlande à Johannesburg. Lors de ce premier match, il entre en jeu à la mi-temps et signe une grosse performance (avec un essai) ce qui lui vaut le titre d'homme du match. Il dispute six autres matchs en 2016, dont deux en Rugby Championship.
Il ne parvient pas à retrouver la sélection lors des années qui suivent, à cause de nombreuses blessures subies, et d'une concurrence importante à son poste,.
Il joue avec l'équipe d'Afrique du Sud A en juin 2017, à l'occasion d'un match contre les Barbarians français.

## Palmarès

### En club
- Vainqueur de la Currie Cup en 2015.

- Finaliste du Super Rugby en 2016, 2017 et 2018.

## Statistiques
Au 15 août 2021, Ruan Combrinck compte 7 capes en équipe d'Afrique du Sud, dont six en tant que titulaire, depuis le 18 juin 2016 contre l'équipe d'Irlande à Johannesburg. Il a inscrit 15 points (2 essais, 1 pénalité, 1 transformation). 
Il participe à une édition du Rugby Championship, en 2016. Il dispute deux rencontres dans cette compétition.